# Patrick Couvreur
Patrick Couvreur, né le 18 janvier 1950 à Schaerbeek (Bruxelles), est un pharmacien français, spécialiste des nanotechnologies médicales, actuellement professeur à l'Université Paris-Saclay (anciennement Université Paris-Sud).

## Cursus académique
Patrick Couvreur a obtenu sa candidature en sciences pharmaceutiques, en 1969, à l'Université de Namur, avant d'être diplômé pharmacien, en 1972, à l'Université catholique de Louvain (UCL). Il obtiendra son doctorat en sciences pharmaceutiques en 1975, au sein de la même université, où il côtoiera, dans un laboratoire voisin, Christian de Duve, prix Nobel belge, dont il s'inspirera par la suite.
De 1976 à 1977, il est chercheur postdoctoral à l'École polytechnique fédérale de Zurich, avant de devenir premier assistant (1978), chef de travaux (1980) puis chef de travaux agrégé à l'Université catholique de Louvain.
En 1984, il est nommé professeur titulaire à l'Institut Galien Paris Sud (Université Paris-Sud/CNRS) de l'Université Paris-Sud, poste qu'il occupe toujours actuellement.
Durant l'année académique 2009-2010, il a été titulaire de la Chaire d'Innovation technologique Liliane-Bettencourt du Collège de France.

## Principales réalisations
Patrick Couvreur est reconnu au niveau international pour ses travaux dans le domaine de la vectorisation des médicaments pour le traitement du cancer.
Il est qualifié, par Le Monde, de "serial bio-entrepreneur". En effet, il fonde, en 1997, BioAlliance, une entreprise employant actuellement plus de 60 salariés, puis, en 2007, Medsqual, une start-up développant des nanomédicaments de dernière génération. Il a également eu trois enfants et a déjà plusieurs petits-enfants.

## Distinctions
Patrick Couvreur s’est vu décerner le prix Galien Recherche 2009 pour ses travaux sur la "squalénisation", une avancée technologique importante dans la vectorisation des médicaments. La même année, il s'est vu octroyer une bourse de 2,2 millions d'euros de la part du Conseil européen de la recherche (CER), pour l'aider dans ses recherches.
Le 20 juin 2012, il reçoit la Médaille de l'innovation du CNRS, aux côtés d'Alain Benoit et José-Alain Sahel.
Patrick Couvreur a été récompensé, en 2013, du Prix de l'inventeur européen, dans la catégorie Instituts de recherche, pour ses travaux sur les nanocapsules, celles-ci sont, de par leur petite taille (rendant possible l'administration de doses plus élevées de médicaments), très efficaces par rapport à la chimiothérapie conventionnelle.
En France, Patrick Couvreur est membre de l’Académie des Sciences, de l’Académie des Technologies, de l’Académie de Médecine et de l’Académie de Pharmacie. Il est également membre étranger de la US National Academy of Medicine (États-Unis), de la US National Academy of Engineering (États-Unis), de l’Académie Royale de Médecine (Belgique) et de la Real Academia Nacional de Farmacia (Espagne). 
Il reçoit en 2013 le prix de l’inventeur européen dans la catégorie recherche pour ses travaux en nanomédecine pour  lutter contre le cancer. Le 31 décembre 2017, il est nommé Chevalier dans l'Ordre de la Légion d'Honneur. En 2019, il reçoit le Grand prix Achille-Le-Bel de la Société chimique de France.
D'après Google son indice h de publications atteint la valeur 127 fin 2022. Clarivate le distingue comme étant l'un des 25 scientifiques français, toutes disciplines confondues, ayant été le plus cité en 2022 pour ses publications scientifiques.
Il est nommé  Officier de l'ordre national du Mérite par décret du 2 juin 2023 pour ses 46 ans de service.